# إيمانويل توراسي
إيمانويل توراسي (مواليد 16 مارس 1999) هو لاعب كرة قدم إيطالي، يلعب لاعب خط الوسط ل ميلان في إيطاليا دوري الدرجة الاولى الإيطالي.

## المسيرة
خريج أكاديمية الشباب في ميلانو، في 15 مارس 2018 وقع طوراسي عقده المهني الأول مع ميلان لمدة 4 سنوات.  قدم توراسي أول مباراة له مع ميلان في 5-1 على سيريا إيه على فيورنتينا في 20 مايو 2018.